# Хожеле (Підляське воєводство)
Хожеле (пол. Chorzele) — село в Польщі, у гміні Замбрув Замбровського повіту Підляського воєводства.
Населення — 115 осіб (2011).
У 1975-1998 роках село належало до Ломжинського воєводства.

## Демографія
Демографічна структура станом на 31 березня 2011 року:
|          | Загалом | Допрацездатний вік | Працездатний вік | Постпрацездатний вік |
| -------- | ------- | ------------------ | ---------------- | -------------------- |
| Чоловіки | 66      | 16                 | 39               | 11                   |
| Жінки    | 49      | 10                 | 28               | 11                   |
| Разом    | 115     | 26                 | 67               | 22                   |